# مارکوس آئورلیوس
مارکوس آئورلیوس آنتونیوس، یا مارک اورل (به لاتین: Marcus Aurelius Antoninus، به فرانسه: Marc Aurel) از امپراتوران بزرگ روم است. او یکی از «پنج امپراتور خوب»، از دودمان آنتونی نروایی و یک فیلسوف رواقی بود. وی در ۲۶ آوریل سال ۱۲۱ میلادی زاده‌ شد. مارک اورل در ۱۷ مارس ۱۸۰ میلادی به علت بیماری تیفوس درگذشت.
مارکوس آئورلیوس، پسر پرایتور مارکوس آنیوس وروس و همسرش دومیتیا کالویلا بود. او از طریق ازدواج، با امپراتوران تراجان و هادریان نسبت داشت. مارکوس در سه‌ سالگی پدرش را از دست داد و توسط مادرش و پدربزرگ پدری‌اش بزرگ شد.
پس از مرگ پسرخواندهٔ هادریان، لوسیوس آلیوس سزار، در سال ۱۳۸، هادریان عموی مارکوس آنتونینوس پیوس را به‌عنوان وارث جدید خود انتخاب کرد. به‌نوبهٔ خود، آنتونینوس مارکوس و لوسیوس (پسر آلیوس) را به فرزندی پذیرفت. در همان سال، هادریان درگذشت و آنتونینوس امپراتور شد. مارکوس که اکنون وارث تاج‌وتخت بود، زیر نظر آموزگارانی چون هردس آتیکوس و مارکوس کورنلیوس فرونتو به تحصیل زبان‌های یونانی و لاتین پرداخت. او در سال ۱۴۵ با دختر آنتونینوس، فوستینا، ازدواج کرد.
پس از مرگ آنتونینوس در سال ۱۶۱، مارکوس همراه با برادرخوانده‌اش، که نام سلطنتی لوسیوس آئورلیوس وروس را برگزید و بعد به تاج‌وتخت رسید. در دوران سلطنت مارکوس آئورلیوس، امپراتوری روم با چالش‌های نظامی فراوانی مواجه شد. در شرق، رومیان درگیر جنگ اشکانیان در زمان لوسیوس وروس با شاهنشاهی اشکانی که دوباره قدرت یافته بود و پادشاهی شورشی ارمنستان شدند. مارکوس در جنگ‌های مارکومانی موفق به شکست دادن مارکومانی‌ها، کوادی‌ها و سارمات‌ها، از جمله یازیگ‌ها، شد. این اقوام و دیگر ژرمن‌ها به تهدیدی جدی برای امپراتوری تبدیل شدند. مارکوس آئورلیوس نقش برجسته‌ای در آخرین دوره جنگ‌های رم علیه اشکانیان داشت.
او خُلوص نقره را در سکه های روم، (یعنی دناریوس) کاهش داد. همچنین در دوران حکومت او، آزار و اذیت مسیحیان امپراتوری روم شدت گرفت. هرچند که مشارکت مستقیم او در این مسئله بعید به نظر می‌رسد؛ زیرا هیچ منبع مسیحی او را مقصر ندانسته و حتی از سوی ژوستین شهید و ترتولیانوس مورد ستایش قرار گرفته‌است.
طاعون آنتونین، در سال‌های ۱۶۵ یا ۱۶۶ شیوع یافت و جمعیت امپراتوری روم را به شدت کاهش داد و باعث مرگ ۵ تا ۱۰ میلیون نفر شد. احتمالاً لوسیوس وروس نیز در سال ۱۶۹ بر اثر این طاعون درگذشت. پس از مرگ مارکوس در سال ۱۸۰، پسرش کومودوس جانشین او شد.
جانشینی کومودوس پس از مارکوس آئورلیوس، موضوعی بحث‌برانگیز در میان تاریخ‌نگاران معاصر و مدرن بوده‌است. ستون مارکوس آئورلیوس و مجسمه سوارکار مارکوس آئورلیوس هنوز در رم پابرجا هستند و به‌منظور گرامی‌داشت پیروزی‌های نظامی او برپا شده‌اند.
به‌عنوان یک فیلسوف، اثر او به نام تأملات (یونانی کوینه: Τὰ εἰς ἑαυτόν، آوانگاری: Ta eis he'auton، ت. «به خود») را در میان سال‌های ۱۷۰ تا ۱۸۰ در حالی که روم در حال جنگ بود، تألیف کرد. این اثر یکی از مهم‌ترین منابع برای درک مدرن فلسفه رواقی باستان به‌شمار می‌رود. این نوشته‌ها قرن‌ها پس از مرگ او از سوی نویسندگان، فیلسوفان، پادشاهان و سیاست‌مداران مورد ستایش قرار گرفته‌اند.

## زندگی
مارکوس آئورلیوس فرمانروایی بود که فرمانروایی را دوست نداشت. او از کودکی علاقه‌مند بود که فیلسوف شود و همچنین او با مطالعه زندگی سقراط به وجد می‌آمد.
راستی و شرف برای او از قدرت و ثروت مهم‌تر بودند. او همچون روستایی‌ها لباس‌های ساده می‌پوشید و بر تخت‌های سخت و خشن می‌خوابید تا اینکه در هجده سالگی از عمرش عموی وی امپراتور آنتونیوس پیوس او را به ولیعهدی خود برگزید؛ و این شاهزادهٔ از دنیا بریده را وارد دنیایی کرد که آن را دوست نمی‌داشت.
مارکوس آئورلیوس تأملات خود را مثل بسیاری از فیلسوفان در پشت میز تحریر اتاق خویش ننوشته‌است؛ بلکه ثبت آن‌ها مربوط به سال‌های ۱۶۵–۱۷۵ در کارزار جنگ است. نبردی که به گفته مورخان با متجاوزگران قبایل سارماتی‌ها و … بوده‌است.

مطابق نوشتهٔ ویل دورانت می‌توان او را دید که پس از نبردی سخت در روز؛ شب هنگام در اردوگاه سربازان در نزدیکی یکی از آبریزهای فرعی دانوب در حالی که مقابل چادر خود آتش بزرگی برپا کرده‌است؛ دربارهٔ عمل و تصورات خود در آن روز می‌اندیشد: 
«هنگام روز سرمتها (یا سارماتی‌ها، از اقوام ایرانی تبار) را تعقیب می‌کرد، و شب هنگام می‌توانست دربارهٔ ایشان با همدردی بنویسد.»
در نهاد او نیرویی بود که می‌بایست همواره کشش و کوشش از سرگیرد. همین که بیدار می‌شد خود را در تنگنا می‌یافت. افکاری به وی روی می‌آورد که آشفته اش می‌ساخت؛ دیگران به سبب آنچه آئورلیوس آن را نیکو می‌شمرد بر او ملامت روا می‌داشتند. از دربار خود رنج می‌برد؛ جامعه او را می‌آزرد؛ احساس خلاء می‌نمود؛ همه چیز را یک‌نواخت و ناچیز می‌شمرد. از هوس جسم پرهیز داشت؛ شدت خشم را نکوهش می‌کرد؛ می‌دانست که آنچه به مردم تعلیم می‌شود نمایش بیهوده‌ای‌ست و می‌گفت که سرزنش مردم که با خشونت همراه است روش نیکویی نیست، تأثیر نمی‌بخشد.

نظر اصلی او همیشه و در همه‌جا پیوستگی فرد به کل عالم است؛ تنها همین یک امر است که به زندگی آدمی که چنین بی‌قرار و ناپایدار است معنی می‌دهد. آئورلیوس با این که فرمانروای روم بود اما خود را شهروند عالم تلقی می‌کرد و خود را دارای دو وطن می‌دانست: 
«از آن حیث که انسانم جهان را وطن خود می‌شمارم؛ می‌دانم که موجودی عاقلم، می‌دانم که دو وطن دارم؛ از آن حیث که نام من مارکوس آئورلیوس است وطنم روم هم هست و از آن حیث جهان را وطن خود می‌شمارم؛ می‌دانم تنها چیزی نیکوست که به این هر دو وطن سود رساند.»

## دوران امپراتوری

### به تاج و تخت رسیدن مارکوس آئورلیوس و لوسیوس وروس (۱۶۱)

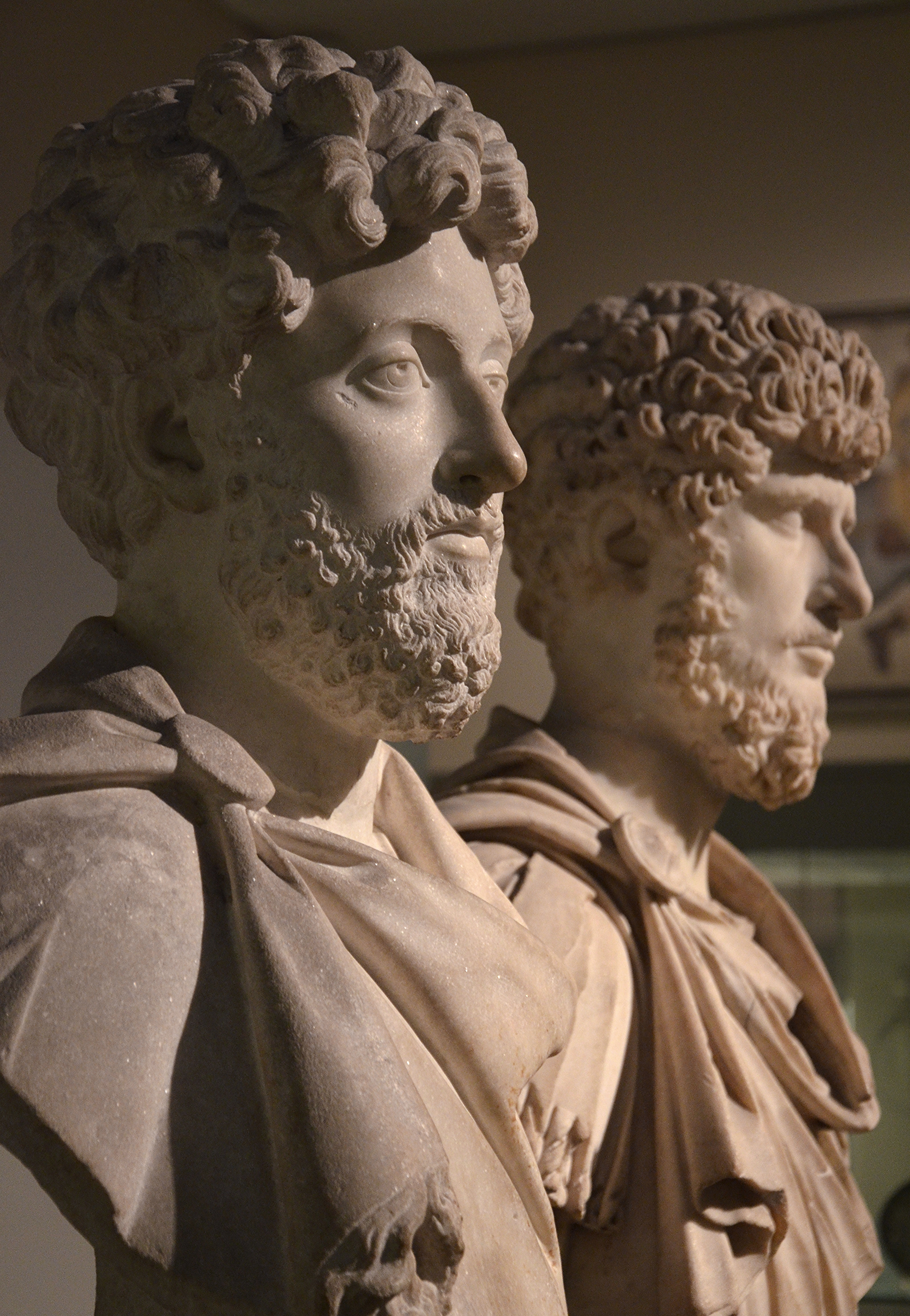
تندیس‌های مارکوس آئورلیوس (چپ) و لوسیوس وروس (راست)، موزه بریتانیا

پس از مرگ آنتونینوس در سال ۱۶۱، مارکوس عملاً حاکم انحصاری امپراتوری شد. فرمالیته‌های مقام او به‌زودی انجام شد: سنا به او عنوان آگوستوس و لقب امپراتور اعطا کرد و او به‌طور رسمی به‌عنوان پونتیفکس ماکسیموس، کاهن اعظم آیین‌های رسمی، انتخاب شد. مارکوس تا حدی مقاومت نشان داد: زندگی‌نامه‌نویسان می‌نویسند که او «مجبور شد» قدرت امپراتوری را بپذیرد. ممکن است این مقاومت ناشی از هراس از قدرت امپراتوری (horror imperii) بوده باشد. مارکوس که به زندگی فلسفی علاقه داشت، مقام امپراتوری را جذاب نمی‌دانست. اما آموزش‌های او در فلسفه رواقی تصمیم را برای او روشن کرده بود: این وظیفه او بود.
اگرچه مارکوس نسبت به هادریان علاقه شخصی نشان نمی‌داد. (به‌طور قابل‌توجهی، او در کتاب اول تأملات از هادریان تشکر نمی‌کند) اما احتمالاً معتقد بود که وظیفه او اجرای برنامه‌های جانشینی هادریان است. بنابراین، با وجود اینکه سنا قصد داشت مارکوس را به‌تنهایی تأیید کند، او از پذیرش مقام امتناع کرد مگر اینکه لوسیوس نیز اختیارات برابر دریافت کند. سنا این درخواست را پذیرفت و به لوسیوس امپریوم، قدرت تریبونی و عنوان آگوستوس اعطا کرد. مارکوس در عنوان رسمی خود به‌عنوان امپراتور سزار مارکوس آئورلیوس آنتونینوس آگوستوس شناخته شد؛ و لوسیوس، با کنار گذاشتن نام کومودوس و اتخاذ نام خانوادگی مارکوس، به‌عنوان امپراتور سزار لوسیوس آئورلیوس وروس آگوستوس معرفی شد. این نخستین باری بود که روم توسط دو امپراتور اداره می‌شد.
با وجود برابری اسمی آن‌ها، مارکوس دارای اوکتوریتاس یا «اقتدار» بیشتری نسبت به لوسیوس بود. او یک بار بیشتر از لوسیوس کنسول شده بود، در دوران حکومت آنتونینوس شریک بود، و تنها او بود که عنوان پونتیفکس ماکسیموس را داشت. برای عموم مردم روشن بود که کدام امپراتور ارشدتر است. به گفتهٔ زندگی‌نامه‌نویس: «وِروس از مارکوس اطاعت می‌کرد [...] همان‌طور که یک نایب از یک پروکنسول یا یک فرماندار از امپراتور اطاعت می‌کند».
بلافاصله پس از تأییدیه سنا، امپراتوران به کاسترا پرایتوریا، اردوگاه گارد پرایتوری، رفتند. لوسیوس برای نیروهای گردآمده سخنرانی کرد و سپس آن‌ها هر دو امپراتور را به‌عنوان امپراتور مورد ستایش قرار دادند. پس از آن، مانند هر امپراتور جدید از زمان کلادیوس، لوسیوس به نیروها یک دوناتیووم ویژه وعده داد. با این حال، این هدیه دو برابر بزرگ‌تر از هدیه‌های پیشین بود: ۲۰,۰۰۰ سسرتیوس (۵,۰۰۰ دناریوس) برای هر نفر، و مبالغ بیشتری برای افسران. در ازای این سخاوت، که معادل چندین سال حقوق بود، نیروها سوگند یاد کردند که از امپراتوران محافظت کنند. این مراسم شاید کاملاً ضروری نبود، زیرا به قدرت رسیدن مارکوس بدون مخالفت و با آرامش انجام شده بود، اما به‌عنوان یک بیمه در برابر مشکلات نظامی آینده مفید بود.
با به قدرت رسیدن خود، مارکوس همچنین میزان خلوص سکه های رایج روم را کاهش  داد. او خلوص نقره در دناریوس را از ۸۳٫۵٪ به ۷۹٪ کاهش داد – وزن نقره از ۲٫۶۸ گرم (۰٫۰۹۵ اونس) به ۲٫۵۷ گرم (۰٫۰۹۱ اونس) کاهش یافت.
مراسم خاکسپاری آنتونینوس، به گفتهٔ زندگی‌نامه‌نویس، «باشکوه» بود. اگر مراسم خاکسپاری او مشابه مراسم پیشینیانش بوده باشد، بدن او در یک هیزم‌سوزی در کمپوس مارتيوس سوزانده شده و روح او به‌عنوان صعودکننده به خانهٔ خدایان در آسمان دیده می‌شد. مارکوس و لوسیوس پدر خود را برای خدایی شدن نامزد کردند. برخلاف رفتاری که در جریان تلاش آنتونینوس برای خدایی کردن هادریان از خود نشان داده بودند، این بار سنا با خواسته‌های امپراتوران مخالفت نکرد. یک فلامن، یا کاهن آیینی، برای نظارت بر آیین خدای شدهٔ دیووس آنتونینوس منصوب شد. بقایای آنتونینوس در ماوسولئوم هادریان (که امروزه به نام کاستل سنت آنجلو شناخته می‌شود) در کنار بقایای فرزندان مارکوس و خود هادریان به خاک سپرده شد. معبدی که آنتونینوس به همسرش، دیوا فوستینا، اختصاص داده بود، به معبد آنتونینوس و فوستینا تبدیل شد. این معبد به‌عنوان کلیسای سن لورنزو این میرندا باقی مانده است.
بر اساس وصیت آنتونینوس، ثروت او به فوستینا منتقل شد. (مارکوس به ثروت همسرش نیاز چندانی نداشت. در واقع، هنگام به قدرت رسیدن، مارکوس بخشی از دارایی مادرش را به خواهرزاده‌اش، اممیوس کوادراتوس منتقل کرد.) فوستینا سه ماهه باردار بود زمانی که مارکوس به قدرت رسید. در دوران بارداری، او خواب دید که دو مار به دنیا آورده است که یکی از آن‌ها وحشی‌تر از دیگری است. در ۳۱ اوت، او در لانوویوم دوقلوهایی به دنیا آورد: تیتوس آئورلیوس فولوس آنتونینوس و لوسیوس آئورلیوس کومودوس.
علاوه بر اینکه دوقلوها در روز تولد کالیگولا به دنیا آمدند، فال‌ها امیدوارکننده بودند و منجمان طالع‌های مثبتی برای کودکان ترسیم کردند. تولد این کودکان بر روی سکه‌های امپراتوری جشن گرفته شد.

### ابتدای حکومت
مدتی کوتاه پس از به قدرت رسیدن امپراتور، دختر یازده‌سالهٔ مارکوس، آنیا لوسیلا، به عقد ازدواج لوسیوس درآمد (با وجود اینکه او از لحاظ رسمی عموی لوسیلا محسوب می‌شد). در مراسم بزرگداشت این رویداد، مقررات جدیدی برای حمایت از کودکان فقیر ایجاد شد که مشابه بنیادهای پیشین امپراتوری بود. مارکوس و لوسیوس در میان مردم رم محبوبیت زیادی پیدا کردند، چرا که رفتار آن‌ها مدنی (بدون تکلف) بود. امپراتوران آزادی بیان را مجاز کردند و این امر با این واقعیت اثبات می‌شود که نویسندهٔ کمدی، مارولوس، توانست بدون مواجه شدن با مجازات از آن‌ها انتقاد کند. به گفتهٔ زندگی‌نامه‌نویس: «هیچ‌کس شیوه‌های ملایم پیوس را از دست نداد».
مارکوس تعدادی از مقامات اصلی امپراتوری را جایگزین کرد. اب اپیستولیس، سکستوس کایسیلیوس کرسنس ولوسیانوس، که مسئول مکاتبات امپراتوری بود، با تیتوس واریوس کلمنس جایگزین شد. کلمنس اهل استان مرزی پانونیا بود و در جنگ مورتانیا خدمت کرده بود. اخیراً، او به‌عنوان مدیر پنج استان خدمت کرده بود. او مردی مناسب برای دوران بحران نظامی بود. لوسیوس ولوسیوس ماکیانوس، معلم سابق مارکوس، در زمان به قدرت رسیدن مارکوس، فرماندار مصر بود. ماکیانوس فراخوانده شد، به مقام سناتوری رسید و به‌عنوان مدیر خزانه‌داری (اراریوم ساتورنی) منصوب شد. او مدتی بعد به مقام کنسولی رسید. داماد فرونتو، گایوس آفیدیوس ویکتورینوس، به‌عنوان فرماندار ژرمانیای بزرگ منصوب شد.
فرونتو در ۲۸ مارس هنگام سپیده‌دم به خانهٔ خود در رم بازگشت، پس از آنکه به محض شنیدن خبر به قدرت رسیدن شاگردانش، خانه‌اش را در سیرتا ترک کرده بود. او یادداشتی به بردهٔ آزاد شدهٔ امپراتوری، چاریلاس، فرستاد و پرسید که آیا می‌تواند با امپراتوران دیدار کند. فرونتو بعدها توضیح داد که جرئت نکرده مستقیماً به امپراتوران نامه بنویسد. این معلم از شاگردان خود بسیار افتخار می‌کرد. وقتی سخنرانی‌ای را که در زمان گرفتن مقام کنسولی‌اش در سال ۱۴۳ نوشته بود و در آن از مارکوس جوان ستایش کرده بود، به یاد آورد، بسیار شادمان بود: «آن زمان در شما استعدادی طبیعی برجسته وجود داشت؛ اکنون کمال کامل وجود دارد. آن زمان محصولی در حال رشد وجود داشت؛ اکنون برداشت پخته‌ای به دست آمده است. آنچه آن زمان امید داشتم، اکنون دارم. امید به واقعیت تبدیل شده است». فرونتو فقط با مارکوس دیدار کرد؛ هیچ‌یک فکر نکردند که لوسیوس را دعوت کنند.
لوسیوس کمتر از برادرش مورد احترام فرونتو بود، زیرا علایق او در سطحی پایین‌تر قرار داشت. لوسیوس از فرونتو خواست در اختلافی که او و دوستش کالپورنیوس در مورد مزایای نسبی دو بازیگر داشتند، قضاوت کند. مارکوس به فرونتو از خواندنی‌هایش – کائلیوس و کمی سیسرون – و خانواده‌اش گفت. دخترانش با خالهٔ بزرگ مادری‌شان ماتیدیا در رم بودند؛ مارکوس معتقد بود هوای خنک شبانهٔ روستا برای آن‌ها مناسب نیست. او از فرونتو خواست «چیزی به‌خصوص بلیغ برای خواندن، اثری از خودتان، یا از کاتو، سیسرون، سالوست یا گراکوس – یا شعری، زیرا به چیزی نیاز دارم که باعث آرامش شود، به‌ویژه چیزی که بتواند اضطراب‌های فشردهٔ مرا کاهش دهد». دوران اولیهٔ حکومت مارکوس به آرامی پیش رفت؛ او توانست خود را کاملاً وقف فلسفه و جلب محبت مردم کند. اما به‌زودی او با اضطراب‌های فراوانی روبه‌رو شد. این امر پایان felicitas temporum (روزگار خوش) بود که سکه‌های سال ۱۶۱ اعلام کرده بودند.

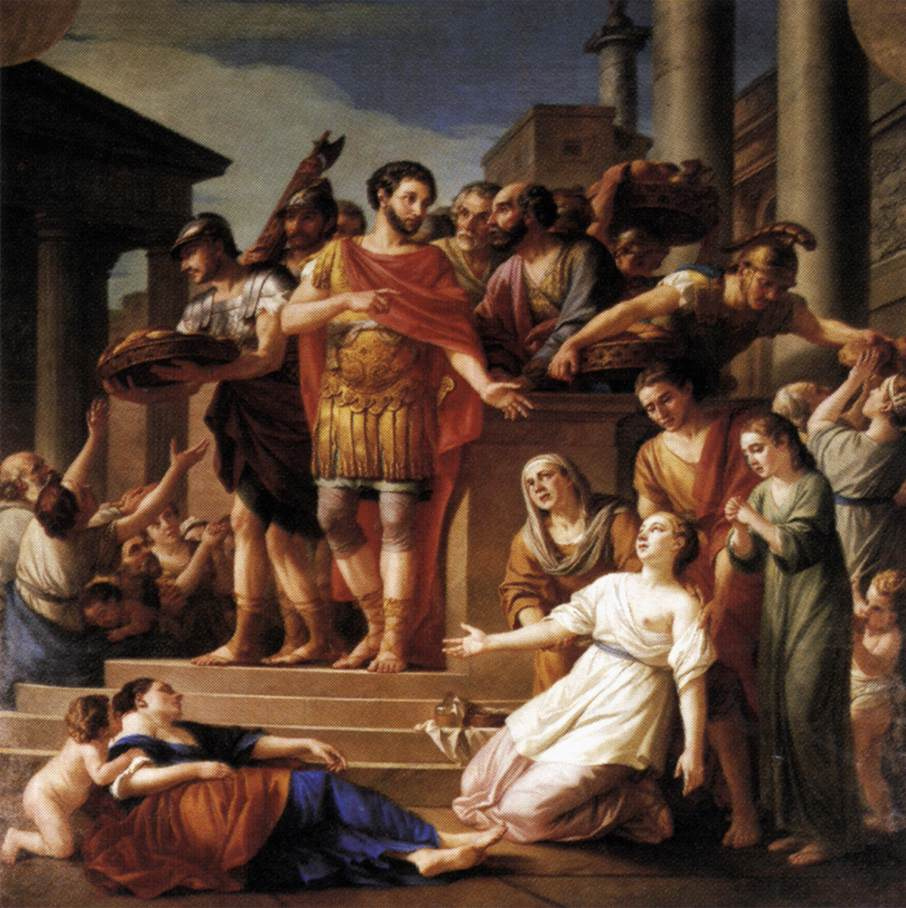
مارکوس آئورلیوس در حال توزیع نان میان مردم اثر ژوزف ماری وین (۱۷۶۵).

در پاییز ۱۶۱ یا بهار ۱۶۲، رود تیبر از بستر خود سرریز کرد و بخش زیادی از رم را زیر آب برد. این سیل باعث غرق شدن بسیاری از حیوانات شد و شهر را با قحطی روبه‌رو کرد. مارکوس و لوسیوس شخصاً به این بحران رسیدگی کردند.
در سایر دوران‌های قحطی، گفته شده که امپراتوران از ذخایر غلهٔ رم برای حمایت از جوامع ایتالیا استفاده کردند.
نامه‌های فرونتو در دوران اولیهٔ حکومت مارکوس ادامه داشت. فرونتو احساس می‌کرد که به دلیل جایگاه برجستهٔ مارکوس و وظایف عمومی‌اش، درس‌ها اکنون بیش از همیشه اهمیت دارند. او معتقد بود مارکوس «دوباره به سخنوری  تمایل پیدا کرده است، با وجود اینکه مدتی علاقهٔ خود را به سخنوری از دست داده بود». فرونتو بار دیگر به شاگرد خود تنش میان نقش او و ادعاهای فلسفی‌اش را یادآور شد: «تصور کن، سزار، که بتوانی به حکمت کلئانتس و زنون دست یابی، اما برخلاف خواسته‌ات، نه ردای پشمی فیلسوف را».
روزهای اولیهٔ حکومت مارکوس خوش‌ترین دوران زندگی فرونتو بود: مارکوس مورد محبت مردم رم بود، امپراتوری برجسته، شاگردی دلسوز، و شاید مهم‌تر از همه، به اندازهٔ دلخواه بلیغ بود. مارکوس در سخنرانی خود به سنا پس از زمین‌لرزه‌ای در سیزیک مهارت بلاغت خود را به نمایش گذاشت. او توانست شدت فاجعه را به خوبی منتقل کند و سنا تحت تأثیر قرار گرفت: «آن زلزله که شهر را به یک‌باره و با خشونت تکان داد، نتوانست اثری چنان عمیق بگذارد که سخن تو بر دل‌ها و اندیشه‌های شنوندگانت گذاشت.». فرونتو بسیار خشنود بود.

### جنگ با اشکانیان (۱۶۱–۱۶۶)

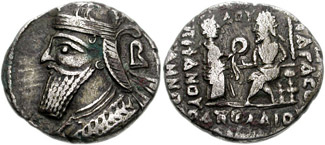
سکه‌ای از بلاش چهارم اشکانی. نوشته: بالا ΒΑΣΙΛΕΩΣ ΒΑΣΙΛΕΩΝ ΔΟΥ، راست ΑΡΣΑΚΟΥ ΒΟΛΑΓΑΣΟΥ، چپ ΕΠΙΦΑΝΟΥΣ ΦΙΛΕΛΛΗΝΟΣ، پایین ΔΙΟΥ (نوشتهٔ یونانی برای شاه شاهان – ارشاکی وَلَگَش – باشکوه، دوستدار یونانیان). سال ΔΟΥ = ΥΟΔ΄ = ۴۷۴ = ۱۶۲–۱۶۳.

آنتونینوس در بستر مرگ از هیچ چیز جز وضعیت حکومت و پادشاهان خارجی که به او ستم کرده بودند سخن نگفت. یکی از این پادشاهان، بلاش چهارم اشکانی، در اواخر تابستان یا اوایل پاییز ۱۶۱ دست به اقدام زد. بلاش وارد پادشاهی ارمنستان (که در آن زمان یکی از دولت‌های وابسته به روم بود) شد، پادشاه آن را برکنار کرد و فرد موردنظر خود – پاکوروس، یکی دیگر از خاندان ارشاکی – را به قدرت رساند.
فرماندار کاپادوکیه، خط مقدم تمام درگیری‌های ارمنستان، مارکوس سداتیوس سورینوس بود، یک گول با تجربهٔ فراوان در امور نظامی. سورینوس که توسط پیشگوی الکساندر آبونوتیکوس قانع شده بود که می‌تواند اشکانیان را به‌راحتی شکست دهد و برای خود افتخار کسب کند، یک لژیون (شاید لژیون نهم هیسپانا) را به ارمنستان رهبری کرد. اما در الژیا، شهری فراتر از مرزهای کاپادوکیه و در ارتفاعات سرچشمه‌های فرات، توسط ژنرال بزرگ اشکانی، خسرو، گرفتار شد.
پس از تلاش‌های ناموفق سورینوس برای مقابله با خسرو، او خودکشی کرد و لژیونش قتل‌عام شد. این عملیات نظامی تنها سه روز به طول انجامید.
تهدید جنگ در دیگر مرزها نیز وجود داشت – در بریتانیا و در ریشیه و ژرمانیای بزرگ، جایی که چتی‌ها از کوه‌های تاونوس اخیراً از مرزهای لیمس عبور کرده بودند. مارکوس آمادگی لازم را نداشت. به نظر می‌رسد که آنتونینوس هیچ تجربهٔ نظامی به او نداده بود؛ زندگی‌نامه‌نویس می‌نویسد که مارکوس تمام بیست و سه سال حکومت آنتونینوس را در کنار امپراتور بوده و به سفرهای استانی نرفته است، در حالی که که اکثر امپراتوران پیشین دوران اولیهٔ حرفهٔ خود را در استان‌ها سپری کرده بودند.
خبرهای بد بیشتری رسید: ارتش فرماندار سوریه توسط اشکانیان شکست خورده و با آشفتگی عقب‌نشینی کرده بود. نیروهای کمکی به جبههٔ اشکانی اعزام شدند. پ. ژولیوس ژمینیوس مارسیانوس، یک سناتور آفریقایی که فرماندهی دهم ژمینا در ویندوبونا (وین) را بر عهده داشت، همراه با گروه‌هایی از لژیون‌های دانوبی به کاپادوکیه رفت.
سه لژیون کامل نیز به شرق اعزام شدند: اول مینرویا از بن در ژرمانیای بزرگ، دوم آدیوتریکس از آکوینکوم، و پنجم مقدونیه از تروسیمیس.
مرزهای شمالی از نظر استراتژیک تضعیف شده بودند؛ به فرمانداران مرزی دستور داده شد تا در صورت امکان از درگیری اجتناب کنند.
 مارکوس آنیوس لیبو، پسرعموی مارکوس، برای جایگزینی فرماندار سوریه اعزام شد. 
نخستین دورهٔ کنسولی او در سال ۱۶۱ بود، بنابراین احتمالاً او در اوایل دههٔ سی زندگی خود قرار داشت، 
و به‌عنوان یک پاتریسی، فاقد تجربهٔ نظامی بود. مارکوس به‌جای انتخاب فردی بااستعداد، فردی قابل‌اعتماد را برگزیده بود.

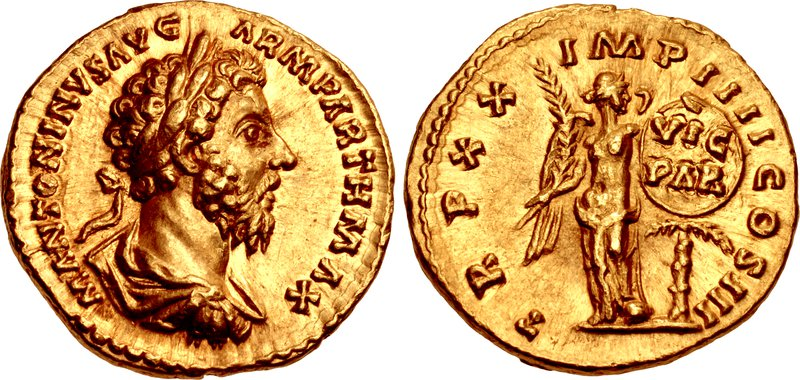
سکه طلای مارکوس آئورلیوس (۱۶۶ میلادی). در پشت سکه، ویکتوریا سپری را در دست دارد که روی آن عبارت «VIC(toria) PAR(thica)» نوشته شده و به پیروزی او بر اشکانیان اشاره دارد. نوشته: M. ANTONINVS AVG. / TR. P. XX, IMP. IIII, CO[N]S. III.

مارکوس چهار روز تعطیلات عمومی را در آلسیوم، یک شهر تفریحی در ساحل اترووریا، گذراند. او بیش از حد نگران بود تا بتواند استراحت کند. در نامه‌ای به فرونتو، اعلام کرد که قصد ندارد دربارهٔ تعطیلاتش صحبت کند. فرونتو پاسخ داد: «چی؟ آیا نمی‌دانم که به آلسیوم رفتی با این نیت که خودت را به بازی، شوخی و استراحت کامل در طول این چهار روز بسپاری؟» او مارکوس را تشویق کرد که استراحت کند و مثال‌هایی از پیشینیانش آورد (آنتونینوس از ورزش در پالائسترا، ماهیگیری و کمدی لذت می‌برد)، و حتی داستانی را دربارهٔ تقسیم روز توسط خدایان میان صبح و عصر نوشت – ظاهراً مارکوس بیشتر عصرهایش را به مسائل قضایی می‌گذراند به جای استراحت.
مارکوس نتوانست نصیحت فرونتو را بپذیرد. او در پاسخ نوشت: «وظایفی بر دوش من است که به‌سختی می‌توان از آن‌ها شانه خالی کرد». مارکوس آئورلیوس صدای فرونتو را تقلید کرد تا خود را سرزنش کند: «نصیحت من چه سودی برایت داشت، تو خواهی گفت!» او استراحت کرده بود و باز هم استراحت می‌کرد، اما «این تعهد به وظیفه! چه کسی بهتر از تو می‌داند که چقدر سخت است!»
فرونتو مجموعه‌ای از مطالب خواندنی برای مارکوس فرستاد، و برای کاهش نگرانی‌های او دربارهٔ روند جنگ با اشکانیان، نامه‌ای طولانی و سنجیده، مملو از ارجاعات تاریخی، ارسال کرد. در نسخه‌های مدرن آثار فرونتو، این نامه با عنوان De bello Parthico (دربارهٔ جنگ اشکانی) شناخته می‌شود. فرونتو می‌نویسد که در گذشتهٔ روم نیز شکست‌هایی وجود داشته است، اما در نهایت، رومیان همیشه بر دشمنان خود پیروز شده‌اند: «مارس [الههٔ جنگ] همیشه و در همه جا مشکلات ما را به موفقیت‌ها و ترس‌های ما را به پیروزی‌ها تبدیل کرده است».
در زمستان سال‌های ۱۶۱–۱۶۲، خبری رسید که شورشی در سوریه در حال شکل‌گیری است و تصمیم گرفته شد که لوسیوس شخصاً جنگ با اشکانیان را هدایت کند. استدلال این بود که او قوی‌تر و سالم‌تر از مارکوس است و بنابراین برای فعالیت‌های نظامی مناسب‌تر است. زندگی‌نامه‌نویس لوسیوس انگیزه‌های دیگری را نیز مطرح می‌کند: مهار خوش‌گذرانی‌های لوسیوس، وادار کردن او به صرفه‌جویی، اصلاح اخلاقیاتش با ترس از جنگ، و این که درک کند که او یک امپراتور است. به هر حال، سنا موافقت خود را اعلام کرد و در تابستان ۱۶۲، لوسیوس عازم شد. مارکوس در رم باقی ماند، زیرا شهر «به حضور یک امپراتور نیاز داشت».
لوسیوس بیشتر دوران این جنگ را در انطاکیه گذراند، اگرچه زمستان را در لائودیسه و تابستان را در دافنه، یک اقامتگاه تفریحی درست بیرون از انطاکیه، سپری کرد. منتقدان، سبک زندگی مجلل لوسیوس را محکوم می‌کردند، و می‌گفتند که او به قمار روی آورده و «تمام شب را تاس می‌انداخت»، و از همراهی با بازیگران لذت می‌برد.
لیبو در اوایل جنگ درگذشت؛ شاید لوسیوس او را به قتل رسانده باشد.

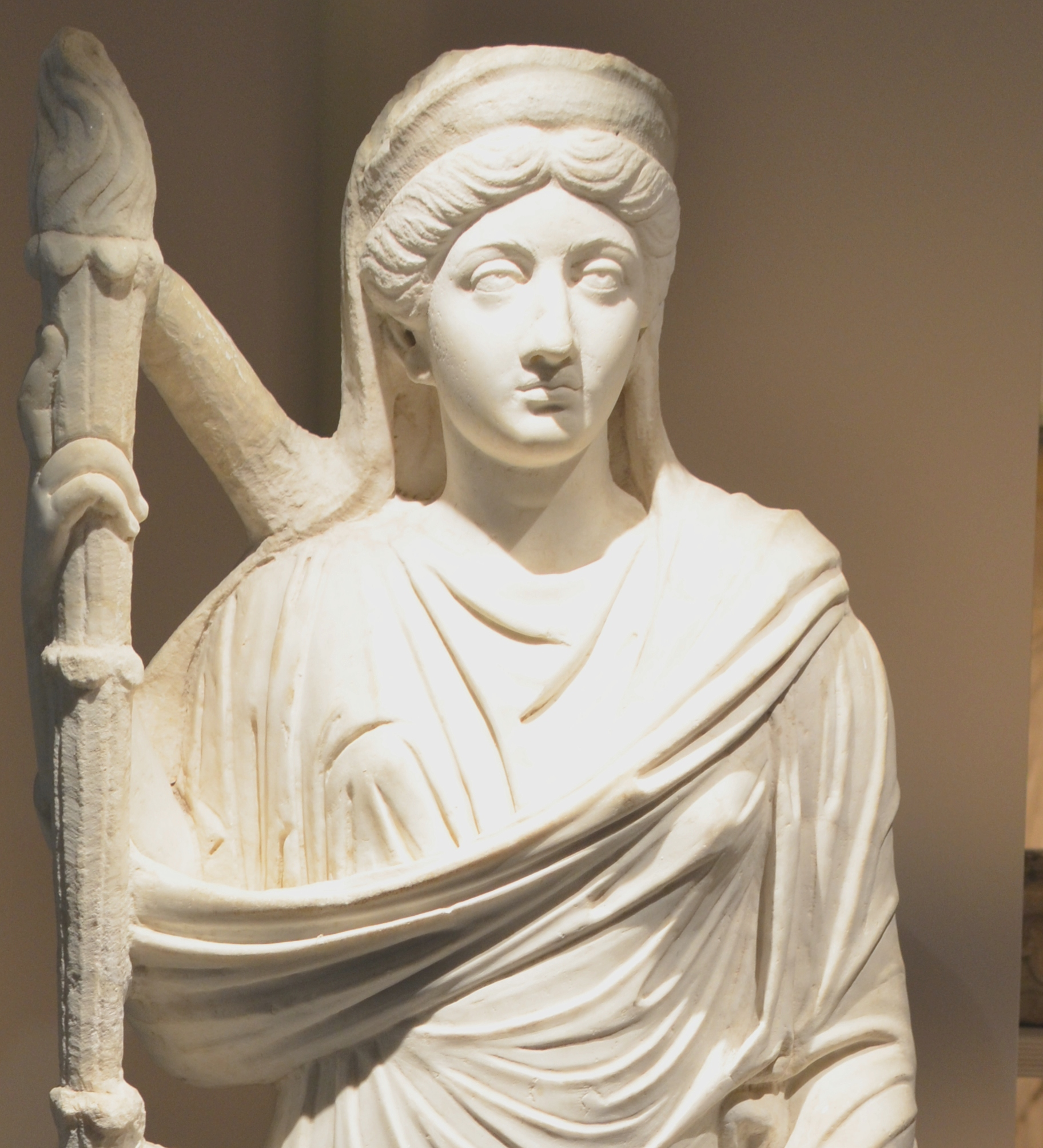
مجسمهٔ مرمری لوسیلا، ۱۵۰–۲۰۰ میلادی، موزه ملی باردو، تونس

در میانهٔ جنگ، احتمالاً در پاییز ۱۶۳ یا اوایل ۱۶۴، لوسیوس سفری به افسوس انجام داد تا با لوسیلا، دختر مارکوس، ازدواج کند. مارکوس تاریخ ازدواج را جلو انداخت؛ شاید او از معشوقهٔ لوسیوس، پانتیا، اطلاع یافته بود. لوسیلا در مارس ۱۶۳ سیزده ساله شده بود؛ هر زمان که ازدواج انجام شده باشد، او هنوز به پانزده‌سالگی نرسیده بود.
لوسیلا توسط مادرش فوستینا و عموی لوسیوس (برادر ناتنی پدرش)، مارکوس وِتولنوس سیویکا بارباروس، همراهی شد، که به‌عنوان کومس آگوستی، «همراه امپراتوران» منصوب شده بود. مارکوس احتمالاً می‌خواست سیویکا بر لوسیوس نظارت کند، کاری که لیبو در انجام آن شکست خورده بود.
مارکوس شاید برنامه‌ریزی کرده بود که آن‌ها را تا اسمرنا همراهی کند (زندگی‌نامه‌نویس می‌گوید او به سنا گفته بود که این کار را خواهد کرد)، اما این اتفاق نیفتاد. او فقط گروه را تا بریندیزی همراهی کرد، جایی که آن‌ها سوار کشتی به سمت شرق شدند. مارکوس بلافاصله پس از آن به رم بازگشت و دستورالعمل‌های ویژه‌ای برای فرماندارانش فرستاد تا هیچ مراسم رسمی برای استقبال از این گروه ترتیب ندهند.
پایتخت ارمنستان بزرگ، آرتاشات، در سال ۱۶۳ تصرف شد. در پایان سال، لوسیوس عنوان آرمنیاکوس را به خود گرفت، با وجود اینکه هرگز در میدان نبرد حضور نداشت؛ مارکوس از پذیرش این عنوان تا سال بعد خودداری کرد. با این حال، هنگامی که لوسیوس بار دیگر به‌عنوان امپراتور مورد ستایش قرار گرفت، مارکوس بدون تردید عنوان امپراتور دوم را با او پذیرفت.
ارمنستان اشغال‌شده بر اساس شرایط رومی بازسازی شد. در سال ۱۶۴، پایتخت جدیدی به نام کاین پولیس («شهر جدید») جایگزین آرتاشات شد. پادشاه جدیدی منصوب شد: یک سناتور رومی با رتبه کنسولی و از نوادگان خاندان ارشاکی به نام گایوس ژولیوس سوهه‌موس. ممکن است تاج‌گذاری او حتی در ارمنستان انجام نشده باشد؛ این مراسم احتمالاً در انطاکیه یا حتی افسوس برگزار شده است. سوهموس بر روی سکه‌های امپراتوری سال ۱۶۴ با عنوان Rex armeniis Datus (به لاتین: شاهی که به ارمنیان داده شده است) ستایش شد: لوسیوس بر تختی نشسته بود و عصای خود را در دست داشت، در حالی که سوهموس در برابر او ایستاده و به امپراتور سلام می‌کرد.
در سال ۱۶۳، اشکانیان در اسروئن، یکی از دولت‌های وابسته به روم در شمال میان‌رودان با مرکزیت ادسا، مداخله کرده و پادشاه موردنظر خود را بر تخت نشاندند. در پاسخ، نیروهای رومی به سمت پایین‌دست منتقل شدند تا از فرات در نقطه‌ای جنوبی‌تر عبور کنند. پیش از پایان سال ۱۶۳، با این حال، نیروهای رومی به سمت شمال حرکت کرده و داوسارا و نیکفوریوم را در ساحل شمالی فرات، که در اختیار اشکانیان بود، تصرف کردند. کمی پس از تصرف ساحل شمالی فرات، سایر نیروهای رومی از ارمنستان بزرگ به سمت اسروئن حرکت کرده و آنتهموسیا، شهری در جنوب‌غربی ادسا، را تصرف کردند.
تا پایان سال، ارتش کاسیوس به دو کلان‌شهر میان‌رودان رسید: سلوکیه در ساحل راست دجله و تیسفون در ساحل چپ. تیسفون تصرف شد و کاخ سلطنتی آن به آتش کشیده شد. شهروندان سلوکیه، که هنوز عمدتاً یونانی بودند (این شهر به‌عنوان پایتخت امپراتوری سلوکی، یکی از پادشاهی‌های جانشین اسکندر کبیر، ساخته و مسکونی شده بود)، دروازه‌های خود را به روی مهاجمان گشودند. با این حال، شهر غارت شد و لکه‌ای سیاه بر شهرت لوسیوس باقی گذاشت. بهانه‌هایی پیدا یا شاید هم ساخته شد: نسخهٔ رسمی این بود که سلوکیان ابتدا پیمان‌شکنی کرده‌اند.
ارتش کاسیوس، با وجود کمبود منابع و اثرات طاعونی که در سلوکیه مبتلا شده بود، به‌سلامت به قلمرو روم بازگشت. لوسیوس عنوان «پارتیکوس ماکسیموس» را به خود گرفت و او و مارکوس بار دیگر به‌عنوان امپراتور ستایش شدند و عنوان «imp. III» را کسب کردند. ارتش کاسیوس در سال ۱۶۶ دوباره به میدان بازگشت و از دجله عبور کرده و وارد سرزمین ماد شد. لوسیوس عنوان «مدیکوس» را به دست آورد، و امپراتوران بار دیگر به‌عنوان امپراتور ستایش شدند و در القاب رسمی به «imp. IV» ارتقا یافتند. مارکوس نیز اکنون عنوان «پارتیکوس ماکسیموس» را پس از یک تأخیر محتاطانه دیگر پذیرفت.
در ۱۲ اکتبر همان سال، مارکوس دو پسر خود، آنیوس و کومودوس، را به‌عنوان وارثان خود اعلام کرد.

### جنگ با قبایل ژرمن (۱۶۶–۱۸۰)
در اوایل دههٔ ۱۶۰، ویکتورینوس، داماد فرونتو، به‌عنوان یک لگاتوس در آلمان مستقر بود. او به همراه همسر و فرزندانش (یکی از فرزندان نزد فرونتو و همسرش در رم باقی مانده بود) در آنجا حضور داشت. وضعیت در مرز شمالی وخیم به نظر می‌رسید. یکی از پست‌های مرزی نابود شده بود و به نظر می‌رسید که تمام اقوام اروپای مرکزی و شمالی در آشوب بودند. میان افسران نیز فساد وجود داشت: ویکتورینوس مجبور شد استعفای یک لگاتوس لژیونری را که رشوه می‌گرفت، درخواست کند.
فرمانداران با تجربه با دوستان و اقوام خانوادهٔ امپراتوری جایگزین شده بودند. لوسیوس داسومیوس تولیوس توسکوس، یکی از خویشاوندان دور هادریان، در پانونیای علیا جایگزین فرماندار با تجربه مارکوس نونیوس مک‌رینوس شده بود. پانونیای سفلی تحت فرماندهی تیبریوس هاتریوس ساتورنیوس ناشناخته قرار داشت. مارکوس سرویلیوس فابیانوس ماکسیموس از موئسیای سفلی به موئسیای علیا منتقل شده بود، هنگامی که مارکوس یالیوس باسوس به لوسیوس در انطاکیه پیوست. موئسیای سفلی به دست پسر پونتیوس لائلیانوس اداره می‌شد. داکیه‌ها همچنان به سه بخش تقسیم شده بودند که توسط یک سناتور پرتورین و دو پروکوراتور اداره می‌شدند. این صلح نمی‌توانست طولانی‌مدت باقی بماند؛ پانونیای سفلی حتی یک لژیونر هم نداشت.
از دههٔ ۱۶۰، قبایل ژرمن و سایر اقوام کوچ‌نشین حملاتی را در طول مرز شمالی، به‌ویژه به گول و فراتر از دانوب، آغاز کردند. این حرکت جدید به سمت غرب احتمالاً به دلیل حملات قبایل دیگر از شرق بود. اولین تهاجم توسط چتی‌ها در استان ژرمانیای بزرگ در سال ۱۶۲ دفع شد.

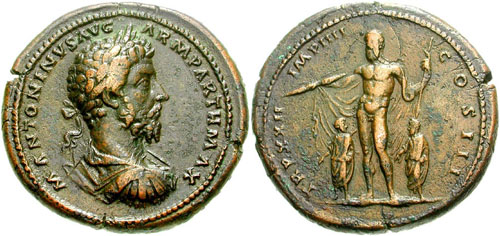
مدال برنزی مارکوس آئورلیوس (۱۶۸ میلادی). در پشت مدال، ژوپیتر به همراه مارکوس و لوسیوس وروس دیده می‌شود. نوشته: M. ANTONINVS AVG. ARM. PARTH. MAX. / TR. P. XXII, IMP. IIII, COS III.

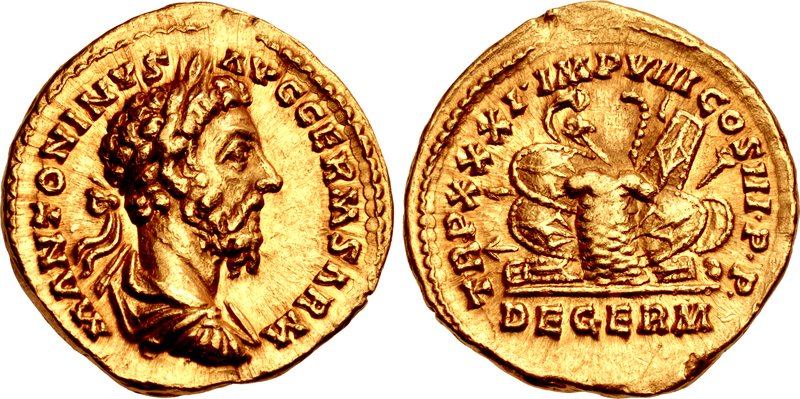
سکه طلا مارکوس (۱۷۶–۱۷۷). در پشت سکه، انبوه غنائم پایان جنگ‌های مارکومانی را جشن می‌گیرد. نوشته: M. ANTONINVS AVG. GERM. SARM. / TR. P. XXXI, IMP. VIII, CO[N]S. III, P. P.

تهاجم سال ۱۶۶ بسیار خطرناک‌تر بود. زمانی که مارکومان‌ها از بوهم، که از سال ۱۹ میلادی به‌عنوان دولت‌های وابستهٔ امپراتوری روم محسوب می‌شدند، به همراه لومباردها و دیگر قبایل ژرمن از دانوب عبور کردند. به زودی پس از آن، سارمات‌های ایرانی، به‌ویژه یازیگ‌ها، بین رودخانه‌های دانوب و تیسا حمله کردند.
کوستوبوکی‌ها، که از منطقهٔ کارپات‌ها آمده بودند، به موئسیا، مقدونیه و یونان حمله کردند. پس از یک مبارزهٔ طولانی، مارکوس توانست مهاجمان را عقب براند. اعضای متعددی از قبایل ژرمن در مناطق مرزی مانند داکیه، پانونیا، آلمان، و حتی خود ایتالیا مستقر شدند. این امر چیز جدیدی نبود، اما این بار تعداد مهاجران چنان زیاد بود که نیاز به ایجاد دو استان مرزی جدید در ساحل چپ دانوب، یعنی سارماتیا و مارکومانیا، احساس شد. این مناطق شامل بخش‌هایی از جمهوری چک، اسلواکی و مجارستان امروزی می‌شد.
برخی از قبایل ژرمن که در راونا مستقر شده بودند، شورش کرده و توانستند کنترل شهر را به دست گیرند. به همین دلیل، مارکوس تصمیم گرفت نه‌تنها از آوردن بربرهای بیشتر به ایتالیا خودداری کند، بلکه حتی آن‌هایی که قبلاً به آنجا آورده شده بودند را تبعید کند.
در سال ۱۶۸، دو امپراتور یک کارزار نظامی جدید را آغاز کردند و مارکومان‌ها و کوادی‌های مهاجم را از آکویلیا بیرون راندند. لوسیوس وروس در راه بازگشت به رم بیمار شد و احتمالاً به دلیل طاعون، در ژانویه یا فوریه ۱۶۹ درگذشت.

### کارهای قانونی و اداری
مانند بسیاری از امپراتورها، مارکوس بیشتر زمان خود را صرف رسیدگی به مسائل قانونی مانند درخواست‌ها و حل اختلافات کرد، اما برخلاف بسیاری از پیشینیان خود، او هنگام به‌دست‌گیری قدرت، در مدیریت امپراتوری تجربه و مهارت داشت. او به نظریه و عمل قانون‌گذاری توجه زیادی داشت. حقوقدانان حرفه‌ای او را "امپراتوری بسیار ماهر در قانون" و "امپراتوری بسیار محتاط و به‌شدت عادل" می‌نامیدند. او علاقهٔ ویژه‌ای به سه حوزهٔ قانون نشان داد: آزادی بردگان، قیمومیت یتیمان و کودکان، و انتخاب اعضای شوراهای شهری (دکوریون‌ها).
مارکوس احترام زیادی برای سنای روم قائل بود و به‌طور منظم از آن‌ها برای هزینه‌کردن پول اجازه می‌گرفت، حتی اگر به‌عنوان فرمانروای مطلق امپراتوری نیازی به این کار نداشت. در یکی از سخنرانی‌هایش، مارکوس خود به سنای روم یادآوری کرد که کاخ امپراتوری که در آن زندگی می‌کند، در حقیقت متعلق به او نیست، بلکه به سنای روم تعلق دارد.
در سال ۱۶۸، او دناریوس را باز‌ارزش‌گذاری کرد و خلوص نقرهٔ آن را از ۷۹٪ به ۸۲٪ افزایش داد – که وزن واقعی نقره از ۲٫۵۷–۲٫۶۷ گرم (۰٫۰۹۱–۰٫۰۹۴ اونس) افزایش یافت. با این حال، دو سال بعد به دلیل بحران‌های نظامی که امپراتوری با آن مواجه بود، او به مقادیر قبلی بازگشت.

### تجارت با دودمان هان چین و شیوع طاعون
یک تماس احتمالی با دودمان هان چین (۲۰۲ پیش از میلاد–۲۲۰ میلادی) در سال ۱۶۶ رخ داد، زمانی که یک مسافر رومی به دربار هان سفر کرد و ادعا کرد که سفیری است که نمایندگی «آندون» (چینی: 安敦)، فرمانروای داقین را دارد، که می‌توان آن را با مارکوس یا پیشینی او آنتونینوس شناسایی کرد. علاوه بر اشیای شیشه‌ای دورهٔ جمهوری روم که در گوانگژو در کنار دریای چین جنوبی پیدا شده است، مدال‌های طلایی رومی که در دوران حکومت آنتونینوس و شاید حتی مارکوس ساخته شده‌اند، در اوک اِئو، ویتنام، که در آن زمان بخشی از پادشاهی فونان نزدیک استان جیاوجی چین (در شمال ویتنام) بود، کشف شده‌اند. این ممکن است همان شهر بندری کاتیگارا باشد که بطلمیوس (حدود ۱۵۰ میلادی) توصیف کرده و گفته بود که توسط یک ملوان یونانی به نام الکساندر بازدید شده و در ورای شبه‌جزیره طلایی (یعنی شبه‌جزیره مالایا) قرار داشته است.
سکه‌های رومی مربوط به دوران حکومت تیبریوس تا اورلیان در شی‌آن، محل پایتخت دودمان هان، چانگ‌آن، یافت شده است، هرچند تعداد بسیار بیشتری از سکه‌های رومی در هند نشان می‌دهد که تجارت دریایی رومی‌ها برای خرید ابریشم چینی بیشتر در هند متمرکز بوده است، نه در چین یا حتی مسیر زمینی جاده ابریشم که از ایران می‌گذشت.
طاعون آنتونینی در سال ۱۶۵ یا ۱۶۶ در میان‌رودان و در پایان نبردهای لوسیوس علیه اشکانیان آغاز شد. این طاعون ممکن است تا دوران حکومت کومودوس ادامه یافته باشد. گالن، که در سال ۱۶۶ و در زمان شیوع طاعون در رم حضور داشت، اشاره کرده است که «تب، اسهال، و التهاب حلق، همراه با جوش‌های خشک یا چرکی روی پوست پس از نه روز» از جمله علائم این بیماری بودند. اعتقاد بر این است که این طاعون آبله بوده است.
از دیدگاه مورخ راف دی کرسپینی، طاعون‌هایی که امپراتوری هان شرقی چین را در دوران حکومت امپراتور هوان هان (حکومت: ۱۴۶–۱۶۸) و امپراتور لینگ هان (حکومت: ۱۶۸–۱۸۹) گرفتار کردند و در سال‌های ۱۵۱، ۱۶۱، ۱۷۱، ۱۷۳، ۱۷۹، ۱۸۲ و ۱۸۵ شیوع یافتند، احتمالاً با طاعون رم مرتبط بوده‌اند.
رائول مک‌لاکلین می‌نویسد که سفر اتباع رومی به دربار هان در سال ۱۶۶ ممکن است آغازگر دوران جدیدی از تجارت روم با خاور دور بوده باشد. با این حال، این اتفاق همچنین «نشانه‌ای از چیزی بسیار شوم‌تر» بود. به گفتهٔ مک‌لاکلین، این بیماری خسارات جبران‌ناپذیری به تجارت دریایی روم در اقیانوس هند وارد کرد، که شواهد آن در مدارک باستان‌شناسی از مصر تا هند مشهود است و همچنین فعالیت‌های تجاری روم در آسیای جنوب شرقی را به‌طور چشمگیری کاهش داد.

### مرگ و جانشینی (۱۸۰ میلادی)

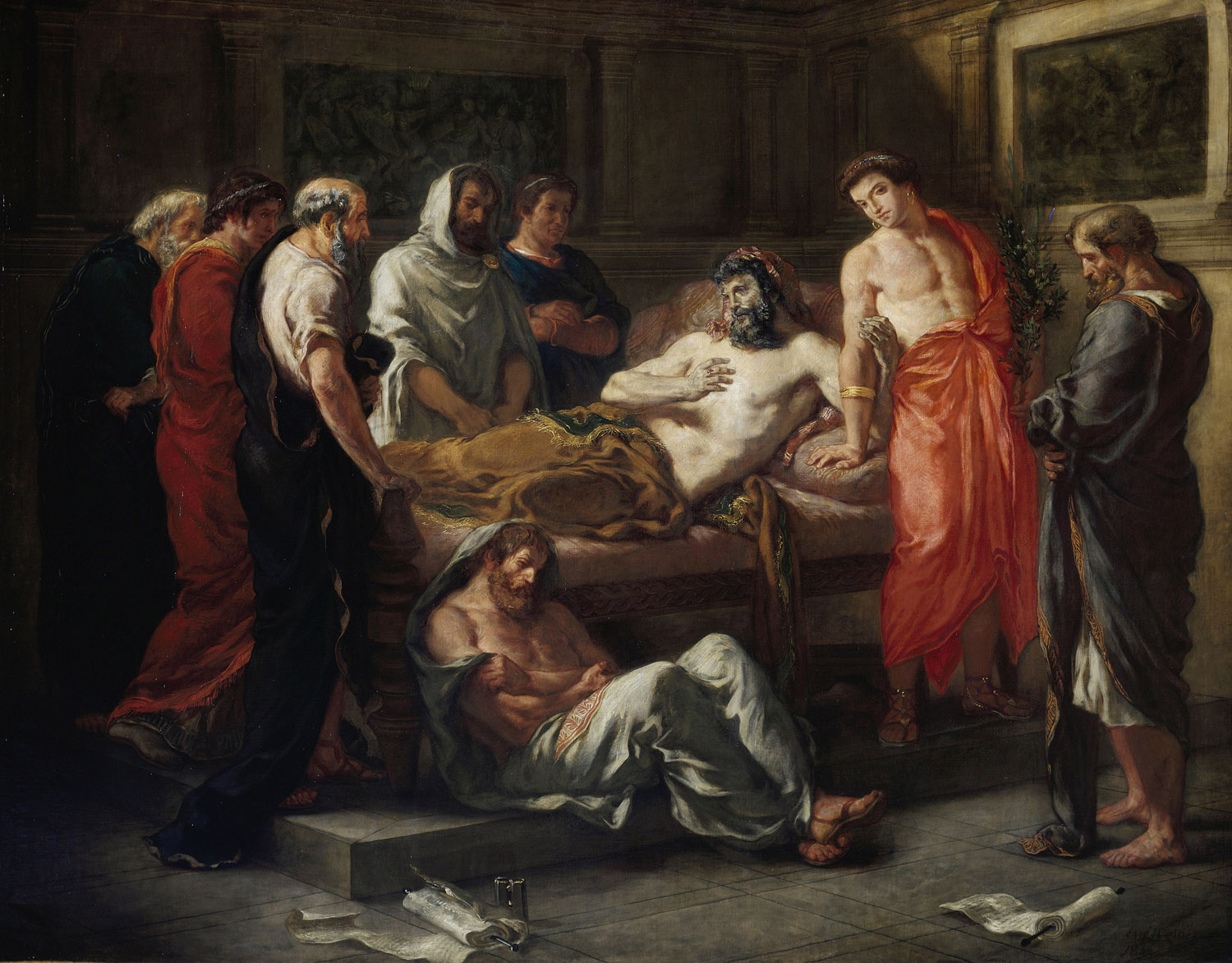
آخرین سخنان امپراتور مارکوس اورلیوس (۱۸۴۴) اثر اوژن دولاکروا

مارکوس اورلیوس در سن ۵۸ سالگی در ۱۷ مارس ۱۸۰ میلادی بر اثر علتی نامعلوم در اقامتگاه نظامی خود در شهر ویندوبونا (استان پانونیا سوپریور، امروزه وین) یا در نزدیکی سیرمیوم (استان پانونیای سفلی، امروزه سرمسکا میتروویتسا) درگذشت.
او بلافاصله به مقام خدایی رسانده شد و خاکستر او به رم بازگردانده شد، جایی که تا زمان غارت رم (۴۱۰ میلادی) توسط ویزیگوت‌ها در مقبره هادریان (امروزه قلعه سنت آنجلو) نگهداری می‌شد. کارزارهای او علیه ژرمن‌ها و سارمات‌ها نیز با ستونی و معبدی که در رم ساخته شد، گرامی داشته شدند. برخی از پژوهشگران مرگ او را پایان دوره پاکس رومانا می‌دانند.

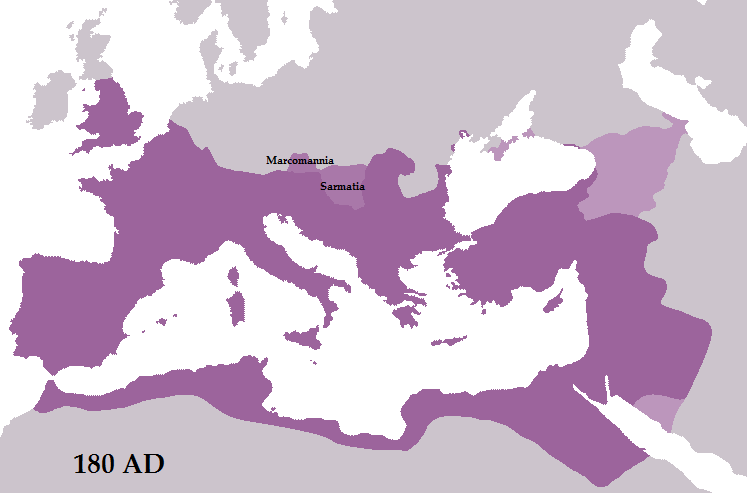
امپراتوری روم در زمان مرگ مارکوس اورلیوس در سال ۱۸۰ میلادی، که با رنگ بنفش نشان داده شده است.

جانشین مارکوس پسرش کومودوس شد، کسی که او را در سال ۱۶۶ میلادی به عنوان سزار منصوب کرده بود و از سال ۱۷۷ میلادی با او به‌طور مشترک حکومت می‌کرد. پسران بیولوژیکی امپراتور، در صورت وجود، به عنوان وارث در نظر گرفته می‌شدند؛ با این حال، این تنها دومین باری بود که یک پسر "غیرخوانده" جانشین پدر خود شد. تنها مورد دیگر، حدود یک قرن پیش رخ داده بود، زمانی که وسپاسیان توسط پسرش تیتوس جانشین شد.
تاریخ‌نگاران جانشینی کومودوس را مورد انتقاد قرار داده‌اند و به رفتار نامتعادل او و فقدان مهارت‌های سیاسی و نظامی اشاره کرده‌اند. در پایان تاریخ خود از دوران حکومت مارکوس، کاسیوس دیو یک مدیحه‌سرایی برای امپراتور نوشت و با اندوه از گذار به دوران کومودوس یاد کرد:

مارکوس به آن بخت و اقبالی که سزاوارش بود، دست نیافت، زیرا از نظر جسمانی نیرومند نبود و در طول تقریباً تمام دوران حکومتش، با مشکلات بی‌شماری روبه‌رو شد. اما من به نوبه خود، او را به همین دلیل بیشتر تحسین می‌کنم، زیرا در میان سختی‌های غیرمعمول و فوق‌العاده، هم خود زنده ماند و هم امپراتوری را حفظ کرد. تنها یک چیز مانع از آن شد که او کاملاً خوشبخت باشد، و آن این بود که پس از پرورش و آموزش پسرش به بهترین شکل ممکن، به شدت از او ناامید شد. این موضوع باید بحث بعدی ما باشد؛ چرا که تاریخ ما اکنون از یک پادشاهی طلایی به پادشاهی آهن و زنگار سقوط می‌کند، همان‌گونه که اوضاع برای رومیان آن روزگار چنین شد.
– دیو، کتاب lxxi، 36.3–4

دیون کاسیوس اضافه می‌کند که از نخستین روزهای مارکوس به‌عنوان مشاور آنتونینوس تا واپسین روزهای او به‌عنوان امپراتور روم، «او همان شخص باقی ماند و ذره‌ای تغییر نکرد.»
مایکل گرنت، در کتاب اوج روم، دربارهٔ کومودوس می‌نویسد:

"این جوان بسیار ناپایدار از آب درآمد، یا دست‌کم چنان ضدسنتی بود که فاجعه اجتناب‌ناپذیر به نظر می‌رسید. اما اینکه آیا مارکوس می‌بایست این موضوع را پیش‌بینی می‌کرد یا نه، رد کردن ادعاهای پسرش و حمایت از فردی دیگر تقریباً به‌طور قطع یکی از جنگ‌های داخلی را به همراه می‌آورد که در جانشینی‌های بعدی به‌شدت افزایش یافت و فاجعه‌آمیز شد."

## نوشته‌ها و میراث

### کتاب تأملات

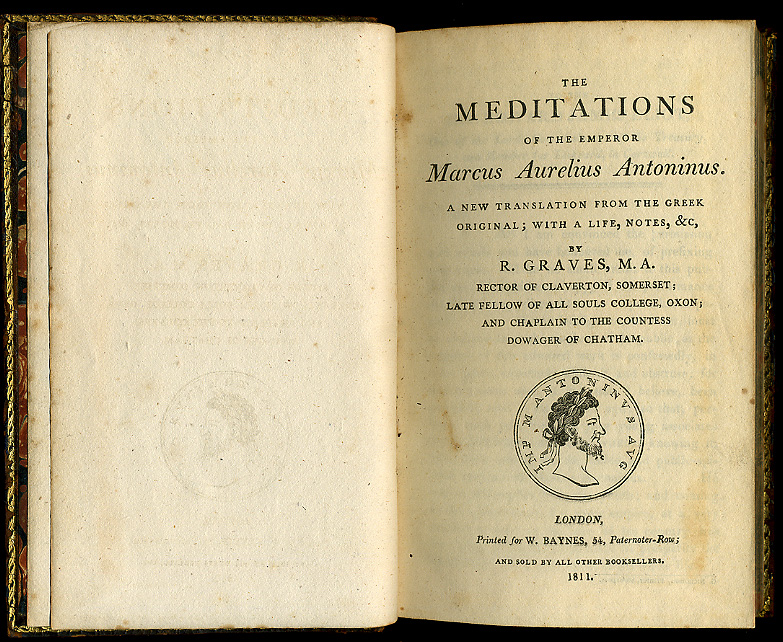
صفحهٔ نخست ترجمهٔ انگلیسی ۱۸۱۱ توسط ریچارد گریوز

در خلال لشکرکشی‌های بین سال‌های ۱۷۰ تا ۱۸۰، مارکوس آئورلیوس کتاب تأملات را به زبان یونانی به‌عنوان راهنمایی برای رشد شخصی و بهبود خویشتن نوشت. عنوان اصلی این اثر، در صورتی که وجود داشته باشد، مشخص نیست. عنوان تأملات – و همچنین عناوینی چون به خود – بعدها به آن اختصاص داده شد. نوشته‌های او بازتابی از فلسفه و معنویت رواقی بودند. تأملات همچنان به‌عنوان یادبودی ادبی از حکومتی مبتنی بر خدمت و وظیفه مورد احترام است. ترجمهٔ انگلیسی تأملات توسط جورج لانگ در جلد دوم کلاسیک‌های هاروارد گنجانده شد. به گفتهٔ هیز، این کتاب از آثار مورد علاقهٔ فردریک کبیر، جان استوارت میل، متیو آرنولد و گوته بود. بسیاری از مفسران آن را یکی از برترین آثار فلسفی می‌دانند. تأملات در سال ۲۰۱۲ تعداد ۱۶٬۰۰۰ نسخه فروخت و در سال ۲۰۱۹ این تعداد به ۱۰۰٬۰۰۰ نسخه رسید.
مشخص نیست که نوشته‌های مارکوس پس از مرگش تا چه اندازه گسترش یافتند. در متون کهن، اشارات پراکنده‌ای به محبوبیت تعالیم او وجود دارد، و ژولیان مرتد کاملاً از شهرت او به‌عنوان فیلسوف آگاه بود، هرچند که به‌طور مشخص از تأملات نام نمی‌برد. این اثر در سنت‌های علمی کلیسای شرقی حفظ شد و نخستین نقل‌قول‌های شناخته‌شده از کتاب، به همراه اولین اشارهٔ ثبت‌شده به نام آن ('نوشته‌های مارکوس برای خودش')، متعلق به آرتاس قیصریه‌ای در قرن دهم و همچنین در اثر بیزانسی سودا است (که احتمالاً توسط خود آرتاس درج شده است). این کتاب برای نخستین بار در سال ۱۵۵۸ در زوریخ توسط ویلهلم زیلاندر (هولزمن) منتشر شد که گفته می‌شود نسخهٔ خطی آن مدت کوتاهی پس از انتشار از بین رفت. قدیمی‌ترین نسخهٔ کامل باقی‌مانده از این اثر در کتابخانه واتیکان نگهداری می‌شود و متعلق به قرن چهاردهم است.

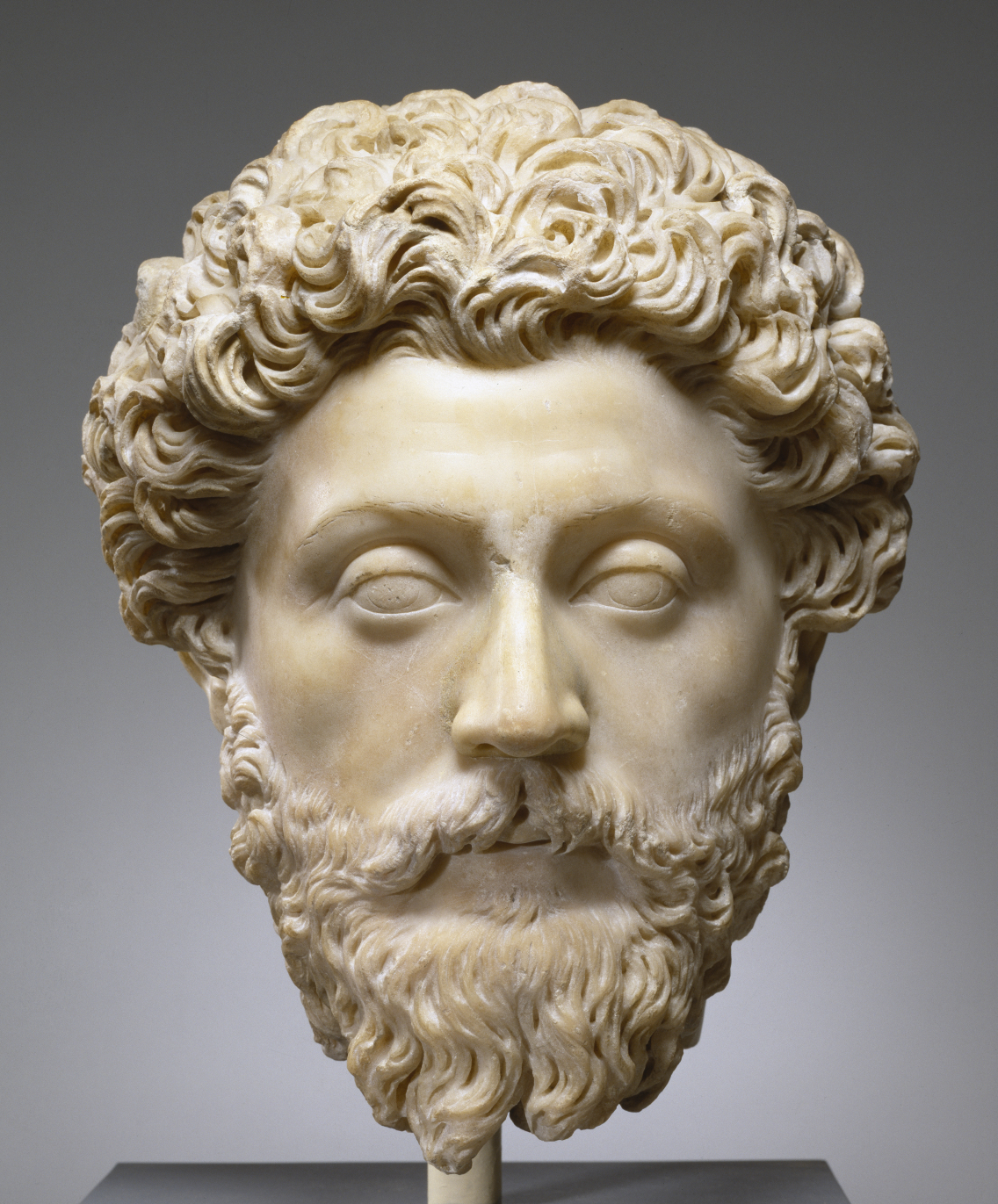
یک پرترهٔ مجسمه‌ای رومی از قرن دوم میلادی که خلق‌وخوی متفکرانهٔ امپراتور-فیلسوف، مارکوس آئورلیوس، را به تصویر می‌کشد. این اثر اکنون در موزه هنر والترز نگهداری می‌شود.

مارکوس در دوران زندگی خود به‌عنوان یک پادشاه فیلسوف شهرت یافت و این لقب پس از مرگش نیز باقی ماند؛ هم دیو و هم زندگی‌نامه‌نویسان او را "فیلسوف" نامیده‌اند. مسیحیانی چون ژوستین شهید، آتناگوراس آتنی و یوسبیوس نیز این لقب را به او داده‌اند. یوسبیوس حتی او را «بشردوست‌تر و فیلسوف‌تر» از آنتونینوس و هادریان خواند و او را در تقابل با امپراتوران سرکوبگر مانند دومیتیان و نرون قرار داد تا تضاد میان آنها را برجسته‌تر کند.
مورخ هرودیان دربارهٔ او نوشت:
تنها در میان امپراتوران، او نه با کلمات یا دانش نظری فلسفه، بلکه با شخصیت بی‌عیب و روش زندگی متعادل خود، دانشش را به اثبات رساند.
آین کینگ میراث مارکوس را تراژیک توصیف می‌کند:
امپراتور فلسفهٔ رواقی خود – که بر خویشتن‌داری، وظیفه و احترام به دیگران تأکید داشت – را به‌گونه‌ای تأسف‌بار توسط دودمانی که در لحظهٔ مرگش به سلطنت منصوب کرد، کاملاً رها شده یافت.

#### نقل قول‌هایی از کتاب تاملات
«مرا بردار و هر جای این جهان که می‌خواهی بینداز! هر جا که باشم، خدای قلبم را خوشحال و راضی نگه می‌دارد؛ که این نتیجه وقتی‌ست که کردار و رفتار ما، طبعیت حقیقی خود را دنبال کنند…
آیا آنچه که بر من می‌گذرد دلیلی کافی خواهد بود برای این که من بیمار و شکسته، تحقیر شده و گرسنه و در غل و زنجیر باشم؟ آیا (هیچ جا) دلیلی کافی برای این‌گونه زیستن داری؟»
«ای هستی! نظم تو نظم درونی من است: هیچ چیز اگر در زمان مناسب توست، نه برمن زود و نه بر من دیر است. ای حقیقت هستی! هر چه که فصل‌هایت بار آرد بر من میوه (رضا) است: که همه چیز از تو می‌آید و هستی همه چیز در توست و به تو بازمی‌گردد…»

«این فکر را که «من رنج کشیده‌ام» را بیرون کن و رنج خود بیرون خواهد رفت.»
شرم‌آور است که عقل ظاهر مان را شکل می‌دهد اما قادر به شکل‌دادن خود نیست؛ بدیهی است که هیچ‌گاه در زندگی شرایطی بهتر از این برای فراگیری فلسفه نخواهی داشت!
زمانی که روز خود را آغاز می‌کنید، به این فکر کنید که چه موهبت با ارزشیست که زنده اید - که نفس می‌کشید، تفکر می‌کنید، لذت می‌برید، که عشق می‌ورزید.
شادی زندگی شما به کیفیت افکارتان بستگی دارد.
به درونت بنگر! در درونت چشمهٔ قدرتی وجود دارد که هر وقت بخوانی اش، به تو کمک خواهد کرد.
خودت را در رویاهای داشتن چیزهایی که نداری، غرق نکن، اما موهبت‌هایی که دارا هستی را بشمار، و شکرگزارانه به خاطر داشته باش که چطور رؤیای داشتن شان را در سرت می‌پروراندی اگر نداشتی‌شان.
هدف زندگی این نیست که با اکثریت همراه شوی، بلکه در نپیوستن به جمع بی خردان است.
اصلی که بایستی در آینده به خاطر بسپاری، وقتی که رنج‌ها مجبورت می‌کنند که احساس تلخی کنی، این است: که افتادن اتفاق تلخ بداقبالی نیست، که تحمل رنج‌ها بدون از دست دادن امید است که خوش‌اقبالی است.
هرآنچه که قسمتت شده را بپذیر، که چه چیزی مناسب تر از این می‌تواند نیازهای تو را برآورده سازد؟
مجبور نیستی هر پیش آمد بیرونی را تبدیل به موضوعی برای رنج بردن کنی. این نباید تو را ناراحت کند.
همه ما قدرت خوب زندگی کردن را داریم. اگر یاد بگیریم تا نسبت به آنچه هیچ اهمیتی ندارد، بی‌اهمیت باشیم.
مرگ خودت را تصور کن و فکر کن که زندگی ات را به تمامی زندگی کرده‌ای و مرده‌ای. حال، آن فصل‌ها را که زندگی نکرده‌ای به یاد بیاور و زندگی‌ت را به کمال زندگی کن.
مرگ به همه ما لبخند می‌زند، اما تمام آن کاری که انسان می‌تواند انجام دهد، پاسخ دادن آن با لبخندی است
بهترین انتقام این است که شبیه دشمنت نباشی
ذهنت از آنچه تو مکرراً در افکارت نگه می‌داری شکل می‌گیرد، چرا که روح انسان رنگ احساساتش را می‌گیرد.
آنچه که مانع از حرکت می‌شود، خود باعث پیشرفت حرکت است.
آنچه که در میان راه قرار می‌گیرد، خود بخشی از راه می‌شود
می‌توانی آنقدر نفس نکشی تا بمیری اما مردم همچنان مثل قبل زندگی خواهند کرد
تو تنها توانایی کنترل ذهن خودت را داری و نه آنچه که در بیرون اتفاق می‌افتد
این نکته را بفهم و فهمیدنش تو را توانا خواهد کرد
این مرگ نیست که باید انسان از آن بترسد، بلکه او بایستی از این که هیچ‌گاه زندگی کردن را آغاز نکند، بهراسد
هرگز به آینده اجازه نده که مزاحم امروز تو شود. تو آینده را، اگر مجبور باشی، با همان سلاح عقلانیتی که امروز در برابر زمان حال سپر توست، ملاقات خواهی کرد
زندگی شاد به چیزهای زیادی نیاز ندارد؛ تمامش در درون خود توست، در نوع افکارت
فقدان هیچ چیزی جز تغییر نیست، و تغییر مایه شوق طبیعت است.

شادی واقعی یک انسان انجام دادن کارهایی است که او برایشان ساخته شده.

### تندیس سوارکاری
تندیس سوارکاری مارکوس اورلیوس در رم، تنها تندیس سوارکاری رومی است که تا دوران مدرن باقی مانده است. این تندیس که از برنز ساخته شده و مربوط به سال ح. ۱۷۵ میلادی است، دارای ارتفاعی برابر با ۱۱٫۶ فوت (۳٫۵ متر) بوده و اکنون در موزه‌های کاپیتولین رم نگهداری می‌شود. دست امپراتور در حالتی از بخشش به سوی دشمن مغلوب شده دراز شده است، در حالی که حالت خسته چهره‌اش، که ناشی از استرس ناشی از هدایت روم به سمت جنگ‌های تقریباً مداوم است، شاید نشان‌دهنده گسستی از سنت کلاسیک مجسمه‌سازی باشد.

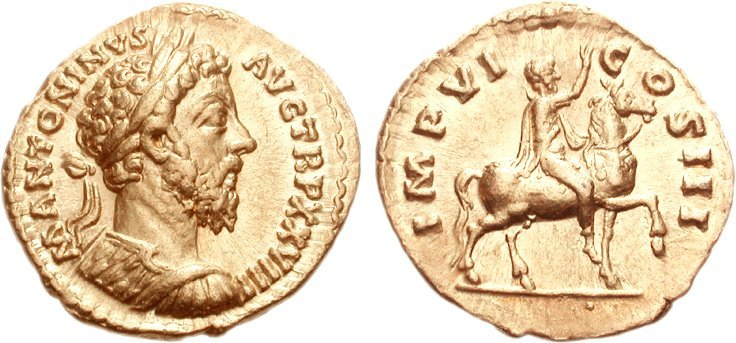
آئورئوس مارکوس اورلیوس (دسامبر ۱۷۳ – ژوئن ۱۷۴ میلادی)، با تصویر تندیس سوارکاری او در پشت سکه. کتیبه: M. ANTONINVS AVG. TR. P. XXVIII / IMP. VI, CO[N]S III.
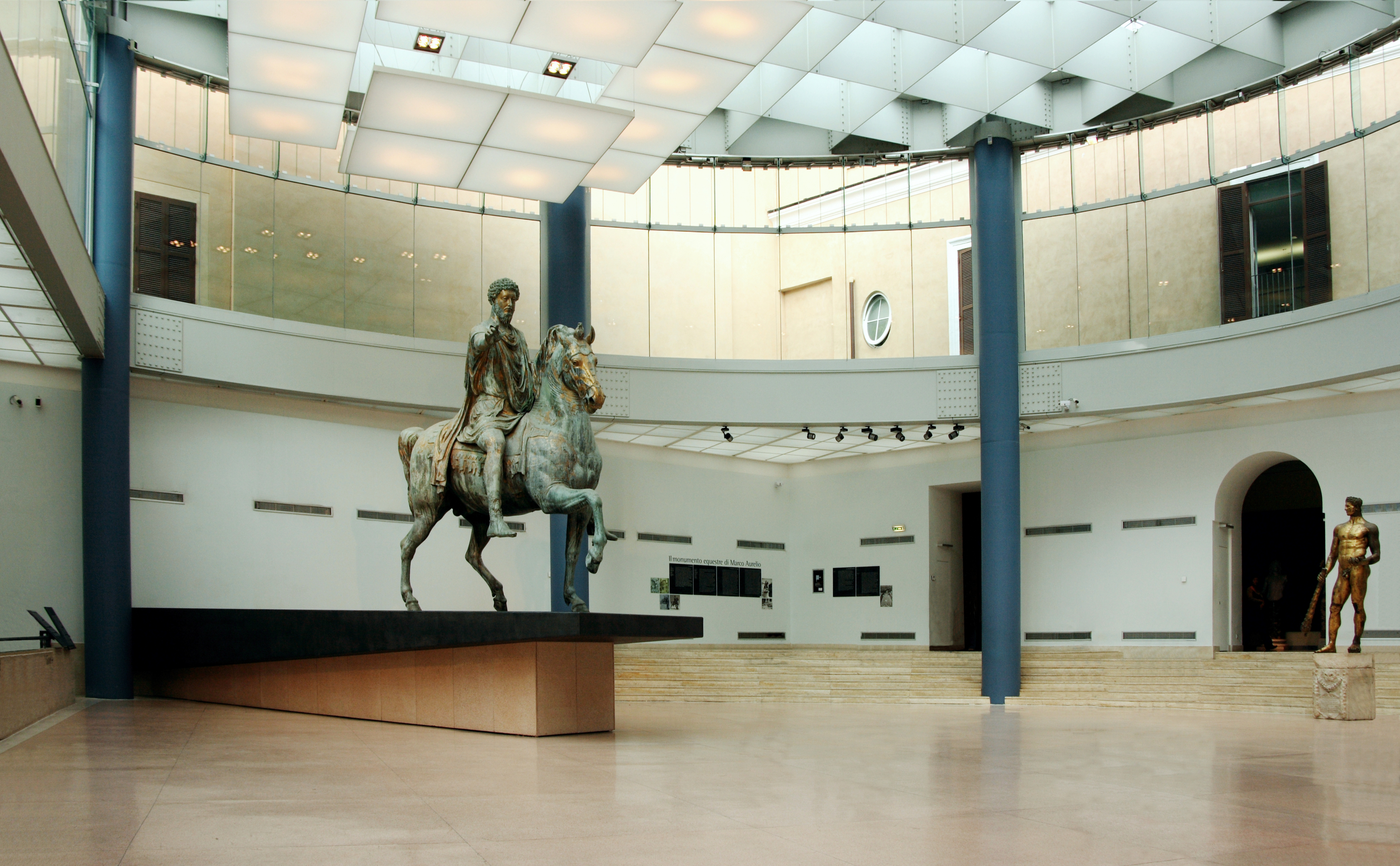
تندیس اصلی سوارکاری مارکوس اورلیو، مربوط به قرن دوم میلادی، که اکنون در تپه کاپیتولین قرار دارد.

### ستون مارکوس اورلیوس
ستون پیروزی مارکوس، که در رم در سال‌های پایانی زندگی او یا پس از دوران حکمرانی‌اش بنا شده و در سال ۱۹۳ میلادی تکمیل شد، به افتخار پیروزی او بر سارمات‌ها و قبایل ژرمن‌ها در سال ۱۷۶ ساخته شد. یک مارپیچ از نقش برجستههای حکاکی شده، صحنه‌هایی از لشکرکشی‌های نظامی او را به تصویر می‌کشد. در گذشته، تندیسی از مارکوس بر فراز ستون قرار داشت که در دوران قرون وسطی ناپدید شد. در سال ۱۵۸۹، پاپ سیکستوس پنجم به جای آن تندیسی از سنت پل را جایگزین کرد.
ستون مارکوس و ستون تراژان اغلب توسط پژوهشگران با یکدیگر مقایسه می‌شوند، زیرا هر دو در سبک دوریسی ساخته شده‌اند، دارای پایه‌ای در قسمت زیرین خود هستند، حاشیه‌های زینتی حکاکی شده‌ای که پیروزی‌های نظامی آنان را به تصویر می‌کشند، و تندیسی بر فراز خود داشتند.

## نگرش نسبت به مسیحیان
در دو قرن اول میلادی، مسئولیت آزار و اذیت مسیحیان در امپراتوری روم عمدتاً بر عهدهٔ مقامات محلی روم بود. در قرن دوم، امپراتوران مسیحیت را به‌عنوان یک مشکل محلی می‌دیدند که باید توسط زیردستانشان حل شود. تعداد و شدت آزار و اذیت مسیحیان در مناطق مختلف امپراتوری ظاهراً در دوران سلطنت مارکوس آئورلیوس افزایش یافت. اما میزان دخالت، تشویق یا آگاهی شخص امپراتور از این آزارها نامشخص است و میان تاریخ‌نگاران مورد بحث قرار گرفته است.
ژوستین شهید، مدافع اولیه مسیحیت، در اولین دفاعیه خود (که بین سال‌های ۱۴۰ و ۱۵۰ نوشته شده است)، به نامه‌ای از مارکوس آئورلیوس به سنای روم (پیش از دوران سلطنت او) اشاره می‌کند که در آن یک حادثه در میدان نبرد توصیف شده است. در این حادثه، مارکوس بر این باور بود که دعای مسیحیان باعث نجات ارتش او از تشنگی شده است، زیرا «آب از آسمان جاری شد» و پس از آن «بلافاصله حضور خداوند را درک کردیم.» مارکوس در ادامه از سنا درخواست می‌کند که از مسیر قبلی آزار و اذیت مسیحیان توسط روم دست بردارد.

## در فرهنگ عامه
- فیلم گلادیاتور ساخته ریدلی اسکات، ریچارد هریس در نقش مارکوس آئورلیوس بازی کرد.

## یادداشت
1. ↑  این تغییرات اسامی باعث سردرگمی‌های زیادی شده است، به‌طوری‌که حتی تاریخ آگوستا، که منبع اصلی ما برای این دوره است، در تشخیص درست آن‌ها دچار اشتباه شده است.[۱۰] مورخ کلیسایی قرن چهارم یوسبیوس قیصریه حتی بیشتر از این سردرگم شده است.[۱۱] باور اشتباه که لوسیوس پیش از امپراتور شدن، نام «وِروس» را داشت، به‌ویژه رایج بوده است.[۱۲]
2. ↑  بااین‌حال، پیشینه‌های مشابهی وجود داشت. کنسولگری یک مقام دوگانه بود و امپراتوران پیشین اغلب یک معاون زیردست داشتند که بسیاری از مناصب امپراتوری را بر عهده می‌گرفت (در زمان آنتونینوس، این معاون مارکوس بود). بسیاری از امپراتوران در گذشته جانشینی مشترک را برنامه‌ریزی کرده بودند: آگوستوس قصد داشت گایوس و لوسیوس سزار را به‌عنوان امپراتوران مشترک پس از مرگ خود معرفی کند؛ تبیریوس می‌خواست گایوس کالیگولا و تبیریوس جملوس نیز چنین کنند؛ کلودیوس امپراتوری را به نرون و بریتانیوس واگذار کرد، به این امید که آن‌ها رتبه مساوی را بپذیرند. همه این برنامه‌ها با شکست مواجه شدند، یا به دلیل مرگ زودرس (گایوس و لوسیوس سزار) یا قتل قضایی (جملوس توسط کالیگولا و بریتانیوس توسط نرون).[۱۲]
3. ↑  زندگی‌نامه‌نویس شایعهٔ زشتی را نقل می‌کند (که به نظر آنتونی بیرلی نادرست است) مبنی بر اینکه کومودوس فرزند نامشروعی بوده که از رابطهٔ فوستینا با یک گلادیاتور متولد شده است.[۲۵]
4. ↑  از آنجا که گفته شده مارکوس و لوسیوس هر دو نقش فعالی در مدیریت بحران داشته‌اند (HA Marcus viii. 4–5)، این سیل باید پیش از عزیمت لوسیوس به شرق در سال ۱۶۲ رخ داده باشد؛ و از آنجا که در روایت زندگی‌نامه‌نویس این رویداد پس از پایان مراسم خاکسپاری آنتونینوس و مستقر شدن امپراتوران در مناصب خود ذکر شده است، این سیل نمی‌تواند در بهار ۱۶۱ رخ داده باشد. تاریخ احتمالی پاییز ۱۶۱ یا بهار ۱۶۲ است و با توجه به توزیع فصلی معمول سیلاب‌های تیبر، تاریخ محتمل‌تر بهار ۱۶۲ است.[۴۱] (بیرلی تاریخ این سیل را پاییز ۱۶۱ می‌داند.[۳۶])
5. ↑  از سال ۱۵ میلادی، رود تیبر تحت مدیریت هیئت حفاظت از تیبر قرار داشت که یک سناتور کنسولی در رأس آن و کارکنانی دائمی داشت. در سال ۱۶۱، curator alevi Tiberis et riparum et cloacarum urbis ('مدیر بستر و کناره‌های تیبر و فاضلاب‌های شهری') آ. پلوتوریوس نپوس بود، پسر یا نوهٔ سازندهٔ دیوار هادریان که نام او را بر خود داشت. احتمالاً او فردی کاملاً نالایق نبود. نامزد محتمل‌تر برای این بی‌کفایتی احتمالاً سلف نپوس، مارکوس استاتیوس پریسکوس بود. فردی نظامی و کنسول در سال ۱۵۹ که احتمالاً این سمت را چیزی جز 'مرخصی با حقوق' نمی‌دانست.[۴۳]
6. ↑  آلن کامرون به اظهار نظر نویسندهٔ قرن پنجم، سیدونیوس آپولیناریس، استناد می‌کند که مارکوس در زمان حیات آنتونینوس (vivente Pio) فرماندهٔ «لژیون‌های بی‌شماری» بود و این دیدگاه را در تقابل با نظر بیرلی که معتقد است مارکوس تجربهٔ نظامی نداشته، مطرح می‌کند. (نه آپولیناریس و نه تاریخ آگوستا (منبع بیرلی) به‌ویژه دربارهٔ تاریخ قرن دوم قابل‌اعتماد نیستند).[۵۸]
7. ↑  بیرلی معتقد است که برخی از این ملاحظات درست هستند.[۷۹]
8. ↑  با این حال، کل بخشی از ویتا که به خوش‌گذرانی‌های لوسیوس پرداخته است (HA Verus iv. 4–6.6)، در واقع الحاقی است به یک روایت که کاملاً از منبعی پیشین اقتباس شده است. بیشتر جزئیات توسط خود زندگی‌نامه‌نویس ساخته شده و تنها بر تخیل او متکی است.[۸۵]
9. ↑  برای اطلاعات بیشتر دربارهٔ اوک اِئو، رجوع کنید به: Osborne, Milton. The Mekong: Turbulent Past, Uncertain Future. Crows Nest: Allen & Unwin, 2006, revised edition, first published in 2000. pp. 24–25. شابک ‎۹۷۸−۱۷۴۱۱۴۸۹۳۰.
10. ↑  ویندوبونا به‌عنوان محل مرگ مارکوس اورلیوس در De Caesaribus (16.14) اثر اورلیوس ویکتور ذکر شده است، در حالی که سیرمیوم در Apologeticum (25) اثر ترتولیان آمده است.